# 한-메콩 정상회의
한-메콩 정상회의는 그간 한-메콩 외교장관회의로 개최해온 것을 정상회의로 격상한다는 의미가 있다.

## 개요
2019년 11월 25일~27일간 한-아세안 특별정상회의와 
제1차 한-메콩 정상회의가 부산광역시에서 열린다.

## 회의

### 정상회의
| 회차 | 연월일           | 개최국   | 개최도시   | 비고                         |
| ---- | ---------------- | -------- | ---------- | ---------------------------- |
| 1    | 2019년 11월 27일 | 대한민국 | 부산광역시 | 제3차 한-아세안 특별정상회의 |

### 외교장관회의
| 회차 | 연월일           | 개최국     | 개최도시         | 비고                       |
| ---- | ---------------- | ---------- | ---------------- | -------------------------- |
| 1    | 2011년 10월 27일 | 대한민국   | 서울특별시       |                            |
| 2    | 2012년 7월 10일  | 캄보디아   | 프놈펜           | 제45차 아세안 외교장관회의 |
| 3    | 2013년 6월 30일  | 브루나이   | 반다르스리브가완 | 제46차 아세안 외교장관회의 |
| 4    | 2014년 7월 28일  | 대한민국   | 서울특별시       |                            |
| 5    | 2015년 8월 5일   | 말레이시아 | 쿠알라룸푸르     | 제48차 아세안 외교장관회의 |
| 6    | 2016년 7월 24일  | 라오스     | 비엔티안         | 제49차 아세안 외교장관회의 |
| 7    | 2017년 9월 1일   | 대한민국   | 부산광역시       |                            |
| 8    | 2018년 8월 3일   | 싱가포르   | 싱가포르         | 제51차 아세안 외교장관회의 |
| 9    | 2019년 8월 3일   | 태국       | 방콕             | 제52차 아세안 외교장관회의 |
| 10   | 2020년           | 베트남     | 미정             | 제53차 아세안 외교장관회의 |

### 메콩 국가들
- 캄보디아
- 라오스
- 미얀마
- 베트남
- 태국

## 같이 보기
- 아세안+3